# Leijn Loevesijn
Leijn Loevesijn (Ámsterdam, 2 de enero de 1949) es un deportista neerlandés que compitió en ciclismo en la modalidad de pista, especialista en las pruebas de velocidad individual y tándem.
Participó en los Juegos Olímpicos de México 1968, obteniendo una medalla de plata en la prueba de tándem (haciendo pareja con Jan Jansen), el quinto lugar en velocidad individual y el sexto lugar en el kilómetro contrarreloj.
Ganó dos medallas en el Campeonato Mundial de Ciclismo en Pista, oro en 1971 y bronce en 1970.

## Medallero internacional
| Juegos Olímpicos   | Juegos Olímpicos           | Juegos Olímpicos  | Juegos Olímpicos         |
| Año                | Lugar                      | Medalla           | Competición              |
| ------------------ | -------------------------- | ----------------- | ------------------------ |
| 1968               | Ciudad de México ( México) | Medalla de plata  | Tándem                   |
| Campeonato Mundial |                            |                   |                          |
| Año                | Lugar                      | Medalla           | Competición              |
| 1970               | Leicester ( Reino Unido)   | Medalla de bronce | Velocidad individual (P) |
| 1971               | Varese ( Italia)           | Medalla de oro    | Velocidad individual (P) |